# Хермократ
Хермократ (на старогръцки: Ἑρμοκράτης Hermokrátēs; Hermokrates; † 407 пр.н.е.) е сиракузски държавник и военачалник (генерал) през 5 век пр.н.е. по време на Пелопонеските войни.
Той е за независимостта на Сицилия от външните сили и през 415 пр.н.е. съветва сицилианските гърци за образуване на коалиция против Атина. Скоро той става един от тримата стратези, но конкурентите му го побеждават.
Той става по-късно най-важен съветник на спартанеца Гилип. Чрез военна хитрост през 413 пр.н.е. той пречи на необезпокояваното оттегляне на враговете и така помага за пълната победа на Сиракуза над Атина. 
412 пр.н.е. той е изпратен като адмирал в Мала Азия, където пристига след битката при Милет, за да се бие със сиракузки флот на страната на Спарта. През 410 пр.н.е. спартанците загубват битката при Кизик. Той е сменен и изгонен от дошлата на власт демократична партия в Сиракуза.
С брат си Прокснос той е на дипломатическа мисия при персийския велик цар. Персийският сатрап Фарнабаз II му помага финансово да попълни войската си с наемници и животни, за да се върне в Сиракуза. Заселва се в Селинунт. През 407 пр.н.е. в провален опит за преврат против Сиракуза той е убит в улична битка.
Дъщеря му Калиорхея (Calliorhee) е омъжена за неговия политически привърженик Дионисий I, тиран на Сиракуза от 406 пр.н.е.